# 일상물
일상물(日常物)은 예술과 오락에서 평범한 경험을 묘사하는 것이다. 연극에서 일상물은 자연주의를 의미하며, 문학적 용어로서는 등장인물의 삶에서 겉보기에는 임의적인 사건들의 연속이 제시되는 이야기 기법으로, 종종 플롯 전개, 갈등, 설명이 부족하고 열린 결말을 가지는 경우가 많다.

## 영화와 연극
연극 용어에서 일상물이라는 용어는 실제 생활의 자연주의적 표현을 의미하며, 때로는 "일상적인 대사가 있는 희곡"처럼 형용사로 사용되기도 한다. 이 용어는 1890년에서 1895년 사이에 프랑스의 극작가 장 쥘리앙(Jean Jullien, 1854–1919)에게서 유래한 번역차용이다.
웨인 S. 터니(Wayne S. Turney)는 그의 수필 "연극의 자연주의에 대한 노트"에서 언급했듯이, 쥘리앙은 자신의 희곡 세레나데가 상연된 직후 이 용어를 도입했다:
세레나데는 1887년 자유극장에 의해 소개되었다. 이 작품은 로세리(rosserie)의 대표적인 예인데, 이는 존경스러워 보이는 "웃고, 웃고, 저주받은 악당들..."과 같이 부패하고 도덕적으로 파산한 인물들을 다루는 희곡이다. 쥘리앙은 그의 저서 《살아있는 연극》(The Living Theatre, 1892)에서 자연주의를 정의하는 유명한 아포리즘을 제시했다: "희곡은 예술을 통해 무대에 올려진 삶의 한 조각이다." 그는 이어서 "...우리의 목적은 웃음을 자아내는 것이 아니라, 생각을 자아내는 것이다"라고 말한다. 그는 희곡의 이야기가 막이 내리면 끝나는 것이 아니라, "관객이 당신의 예상을 넘어 무엇이 일어날지 자유롭게 상상하게 만드는 자의적인 행동의 중단일 뿐"이라고 생각했다.
1950년대에는 이 문구가 라이브 텔레비전 드라마, 특히 JP 밀러, 패디 차이예프스키, 레지날드 로즈의 TV 드라마에 대한 비평에서 흔히 사용되었다. 당시에는 영국 영화와 연극에서 차용한 "싱크대 사실주의"라는 용어와 동의어로 사용되기도 했다.
2017년, 시나리오 작가이자 학자인 에릭 R. 윌리엄스는 자신의 스크린라이터 분류법에서 일상물을 11가지 슈퍼 장르 중 하나로 식별하며, 모든 장편 서사 영화가 이 슈퍼 장르로 분류될 수 있다고 주장했다. 나머지 10가지 슈퍼 장르는 액션, 범죄, 판타지, 공포, 로맨스, SF, 스포츠, 스릴러, 전쟁, 서부극이다. 윌리엄스는 스테이션 에이전트, 보이후드, 캡틴 판타스틱, 펜스, 문라이트, 웨이트리스 등을 일상물 슈퍼 장르의 예시 영화로 들었다. 그의 분류법에 따르면, 드라마와 코미디는 영화 "유형"으로 분류되며 슈퍼 장르가 아니다.

## TV 프로그램
덱스터 (드라마)에서 주인공 (덱스터 모건)인 연쇄 살인범은 자신의 배를 사용하여 희생자들의 시신을 처리한다. 이 배의 이름은 "Slice of Life"이다. 이는 덱스터의 "어둠의 승객"이 장악하여 범죄를 저질러야 하는 순간들과, 희생자를 살해한 후 시신을 훼손하는 사실 사이의 언어유희일 가능성이 높다.

## 문학
문학 용어에서 "일상물"이라는 용어는 이야기 기법을 의미하는데, 이는 등장인물의 삶에서 겉보기에는 임의적인 부분을 제시하며, 종종 일관된 플롯, 갈등, 또는 대단원이 없는 경우가 많다. 이야기는 플롯의 진전이 거의 없거나, 종종 설명, 갈등, 대단원이 없으며, 오히려 열린 결말을 가진다. 선택, 조직, 판단 없이 현실의 작은 부분을 세심하고 충실하게 재현하며, 모든 작은 세부 사항이 과학적 충실성으로 제시되는 작품은 "일상물" 소설의 한 예이다. 이는 기 드 모파상의 소설 《어떤 여인의 일생》에서 잘 드러나는데, 이 소설은 남편에 대한 짝사랑을 아들에 대한 병리학적 애착으로 바꾼 한 여성의 이야기를 담고 있다.
미국에서는 19세기 말 시카고 학파에 의해 일상물 이야기가 특히 강조되었는데, 이 시기는 소설과 사회 과학이 다른 담론 체계가 된 때였다. 이들은 연구자-작가들이 평범한 사람들의 언어를 사용하여 대상의 이야기와 감정이 배제된 사회적 사실주의를 표현하기 위해 쓴 문학 텍스트를 생산했다. 이는 19세기 말부터 20세기 초 문학의 자연주의 운동의 일부를 형성했으며, 이는 다윈의 자연관과 같은 사회 과학의 원칙과 방법론을 채택하여 영감을 받았다. 이 운동은 현실을 도덕적 판단 없이 충실하게 재현하는 사실주의의 확장판이었다. 일부 작가들, 특히 극작가들은 "삶의 밑바닥"에 초점을 맞춰 사회 악과 억압적인 사회 규범을 폭로하여 관객에게 충격을 주고 사회 개혁을 촉진하는 것을 목표로 삼았다.

## 일본의 애니메이션과 일본 만화
일상물 일본의 애니메이션과 일본 만화는 교외의 고등학교와 같이 알아볼 수 있는 일상적인 배경에서 펼쳐지며, 종종 로맨스적인 성격의 인간 관계에 초점을 맞춘 이야기이다. 이 장르는 "등장인물과의 감정적 유대 형성"을 선호한다. 일상물 일본의 애니메이션의 인기는 1980년대 중반부터 증가하기 시작했다. 니시다 마사유키(Masayuki Nishida)는 일상물 일본의 애니메이션과 일본 만화가 여전히 판타지 요소나 환상적인 세계를 포함할 수 있다고 썼다: "판타지는 때때로 특정 가능한 조건에서 인간의 '현실'을 표현하는 수단으로 사용된다." 로빈 E. 브레너(Robin E. Brenner)의 2007년 저서 《만화와 애니메이션 이해하기》는 일본의 애니메이션과 일본 만화에서 "일상물"은 드라마보다는 멜로드라마에 가깝고, 매우 짧은 시간 안에 수많은 극적이고 코믹한 사건들이 벌어지기 때문에 터무니없을 정도라고 주장한다. 저자는 이를 도슨의 청춘일기나 The O.C.와 같은 틴 드라마와 비교한다. 이 장르는 일본 만화 시장의 큰 부분을 차지하며 주로 학교 생활과 인간 관계에 초점을 맞춘다.
일본의 애니메이션과 일본 만화의 일상물 하위 장르 중 하나는 kūki-kei (空気系, "에어 타입"), 또는 nichijō-kei (日常系, "일상 타입")이라고도 불린다. 이 장르에서는 "깊은 개인적인 관계나 완전한 로맨틱 관계에 대한 묘사가 미소녀 캐릭터들의 일상 생활과 대화에 초점을 맞춘 가볍고 진지하지 않은 이야기를 전달하기 위해 의도적으로 제거된다." 이는 "장소의 특수성"과 "평화롭고 마음 따뜻해지는 일상 생활의 감각"에 의존한다. 니치조케이 장르는 네 컷 만화에서 발전했으며, 아즈망가 대왕, 케이온!, 소프테니, 히다마리 스케치와 같은 작품을 포함한다. 야마무라 타카요시(Takayoshi Yamamura)는 2000년대 중반 이 하위 장르의 인기가 증가하면서 미디어 관광이 애니메이션에 등장하는 장소로 더욱 인기를 얻게 되었다고 주장한다.
스티비 수안(Stevie Suan)은 아즈망가 대왕과 같은 일상물 일본의 애니메이션이 "곤경에 처했을 때 눈을 위한 흰색 원, 넘쳐흐르는 감정을 묘사하는 빛나고 생기 있는 큰 눈, 땀방울, 동물 이빨, 단순한 인간 묘사"와 같이 매체의 "관습화된 표현"의 과장된 버전을 포함하는 경우가 많다고 썼다.

## 같이 보기
- 미메시스
- 멈블코어